# John Hagelin
John Hagelin (Pittsburgh, 9 giugno 1954) è noto per essere un esponente di un movimento denominato Transcendental Meditation movement.

## Biografia
Indicato come "scienziato new Age" pratica la meditazione trascendentale di Maharishi Mahesh Yogi, a cui attribuisce grande importanza.
Per diffondere tale tecnica di meditazione, che a suo dire apporterebbe notevoli benefici di natura psicologica e sociologica, ha fondato un partito politico (Natural Law Party) e si è candidato alle elezioni presidenziali USA del 1992, 1996 e 2000, ottenendo rispettivamente 39.000, 110.000 e 83.000 voti.
Nel 1981, all'inizio della sua carriera, Hagelin fu assegnista di ricerca presso il CERN di Ginevra, per poi spostarsi nel 1982 in California, presso il Centro d'Accelerazione Lineare di Stanford (SLAC). Successivamente la sua stretta adesione all'organizzazione di Maharishi Mahesh Yogi, e la sua proposta di un'insolita teoria che intende unificare psicologia, parapsicologia e fisica contemporanea, gli hanno fatto perdere sempre più prestigio facendo rientrare le sue tesi e le sue ricerche nell'ambito delle pseudoscienze.
Nel 1994 gli è stato assegnato il Premio Ig Nobel per la sua conclusione sperimentale che 4000 meditatori avrebbero portato a una diminuzione della criminalità del 18% di Washington, DC.

## Opere
- Manual for a Perfect Government (2002)